# OASYS

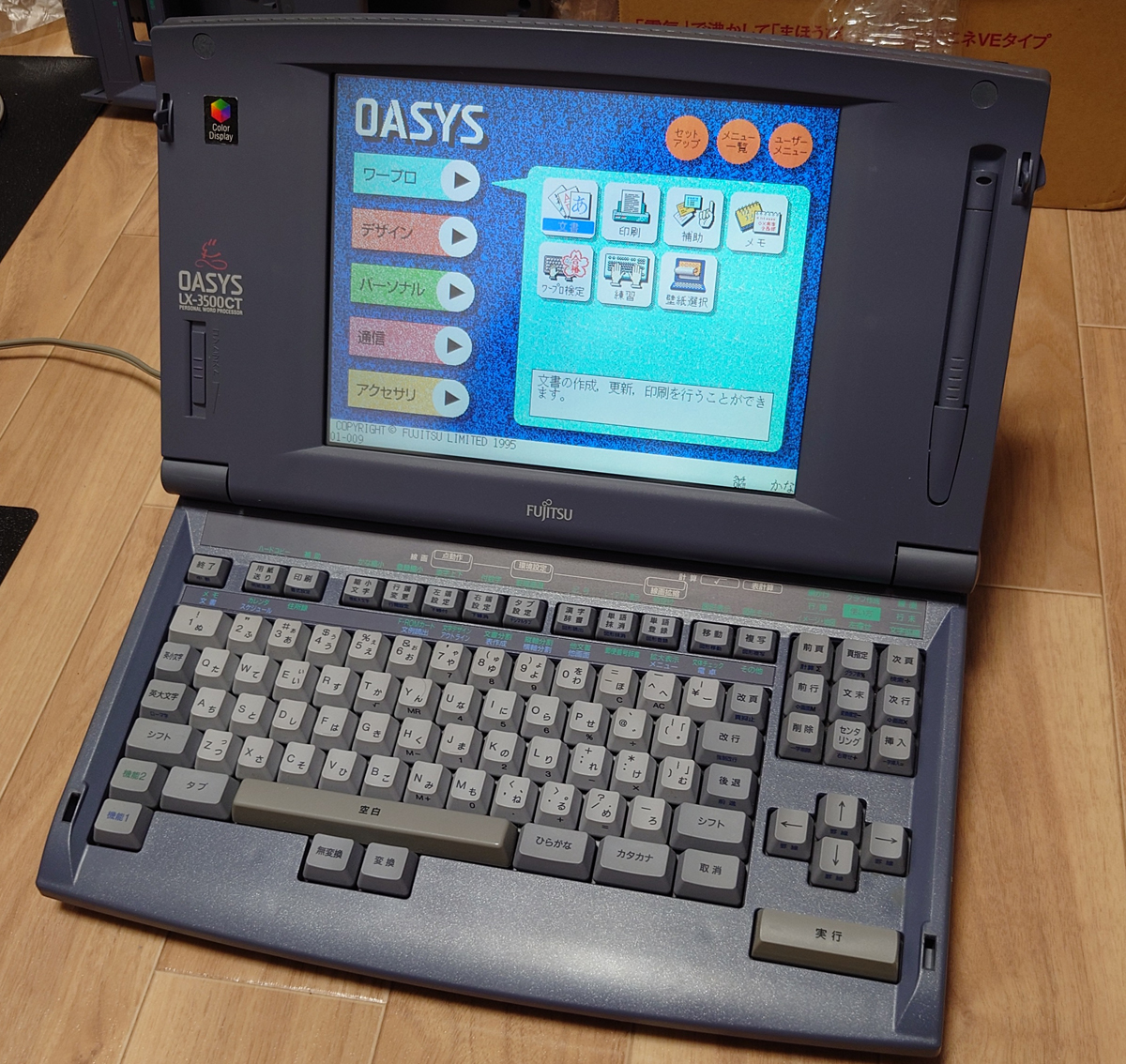
LX-3500CT

OASYS（オアシス）は、富士通の神田泰典らによって開発された、日本語ワードプロセッサ（以下ワープロ）専用機およびワープロソフトの名称であり、「Rupo」（東芝）、「書院」（シャープ）、「文豪」（NEC）と並んで日本語ワープロ専用機の4大ブランドの一角であった。現在、個人向け・法人向け共に販売・サポートは終了している。
本項ではOASYSを含むオフィススイートであるOASYS SuperOffice（オアシス スーパーオフィス）やビューアであるOASYS Viewerについても記述する。

## 特徴
OASYSは特にプロユースにおいて大きなシェアを誇り、他社製品と比較して仕様の個性が強かった。その強い個性故、ワープロを評する場合はOASYS対それ以外という視点になりがちで、実際にはシェアが第1位であったにもかかわらず、「OASYS使用者は少数派」という矛盾したイメージを抱く者も多かった。
以下に特徴を列記する。

### 親指シフトキーボードの採用
OASYSでは親指シフトキーボードと呼ばれる独自開発のキーボードを採用した（旧JIS配列や新JIS配列、また50音順配列の製品もある。親指シフト配列のパーソナルワープロ製品に、50音順マスクという付属品を付けた時代《OASYS Lite S ～ F-ROM8 の約三年間)》もある。50音順マスク廃止後は、代わりにかなサーチが搭載された）。他社も日本語ワープロ黎明期には様々な入力方法を模索したが、OASYS以外は速やかに（旧）JISキーボードに収束した。その中で親指シフトキーボードを採用し続けたOASYSは異彩を放っていた。

### 任意の場所へ自由に文字入力
一般的なワープロは、1行目から文字入力が基本であるが、OASYSは任意の場所へカーソルを移動して自由に文字入力ができた。

### 堅実な漢字変換機能
他社が文法処理の高度化・漢字変換の自動化を積極的に進めたのに対して、OASYSは消極的であった。
日本語ワープロの先駆けとなった東芝のJWシリーズではワープロ販売初期の日本語ワープロであるJW-10の時点ですでに単文節変換を実現していたのに対し、OASYSは後発にもかかわらず一号機であるOASYS100では単語変換のみとし、その後の製品でも単文節変換を基本とした。後に他社との競合上複文節変換をサポートはしたものの、単文節変換のみに切り替える設定を残し続けた。
単文節変換では他社製品で起こりがちだった文節の区切り間違いが原理的に発生しなかった。また、複雑な文法処理をしないことと相まって奇天烈な誤変換をしにくい利点をも生んだ。これを指して愛用者は「OASYSは日本語として無意味な変換をしない」と評した。しかし、使い込まなくては理解できない利点であり、カタログスペックでは見劣りした。
また、学習機能も単純で、単に直近に使用した語が第一候補になるものであった。他社製品では文脈や長期的な使用頻度への配慮が裏目に出て「先ほどと同じ語を変換したのになぜか違う漢字が出てくる」ことがあったが、OASYSではそのようなことは基本的に無かった。同音異義語がある語であっても「先ほど変換して正しい候補を選んだ」記憶があれば変換結果を確認する必要がなく、慣れればキーはおろか画面すら時々しか見ずに原稿に集中できる操作が可能であった。
後には複文節変換をサポートし、「AI辞書」と称する文法処理もするようになったが、積極的に宣伝することは無かった。カタログで高度な文法処理を誇らしげに謳う他社とは対照的であった。複文節変換は操作性が練り込まれておらず、他社との対抗上一応搭載しただけのように感じさせるものであったため、単文節変換に切り替えて使う者も多かった。

### レスポンスへのこだわり
上記のごとく複雑な文法処理をしない方針と併せて、変換キーを押さずともキー入力の時点で辞書を先読みすることにより、初期の製品でも十分に高いレスポンスを示した。どんなに速い操作をしても正しい操作である限り必ず追随してくることによりオペレータは安心して操作に専念できた。

### 上書きモードが基本
他社のワープロが現在のパソコンと同じ挿入モードを速やかに採用したのに対し、OASYSは挿入モードの採用が遅れた。しかし、OASYS の上書きモードは独特の書き味を持つため、根強い愛好者がいる。

### 罫線機能
いわゆる罫線モードへの移行なしに、いきなり機能シフト＋矢印キーで一筆書きのように罫線を引ける。失敗した場合も機能シフト＋シフト＋矢印キーで消しゴムのように消せる。だからあらかじめ表の全体が頭に浮かんでなくても、下書きしながら表を作っていくことができる。OASYSの罫線機能は直観的な分かりやすさから支持者が多く、テキストエディタのマクロで操作法を模倣したものが多数ある。取っつきが良い反面、OASYSの罫線は行間罫線ではなく文字罫線であり、見栄えが間延びするのを嫌う場合は、表の作成後に行間を半分に設定するという、良くも悪くも場当たり的な対処法が取られる。
罫線機能のキー操作はOASYS/winでも継承された。そのため一般的なWindowsアプリケーション、及びMS-DOS時代からのMicrosoftのアプリケーションでは「Shiftキー + 矢印キー」でカーソル位置からの「範囲選択」になるのに対し、OASYS/winでは罫線を引くことになった。利用者が勤め先企業でのみで富士通製のPC上で富士通製のアプリケーション（主にOASYS）を使用しているならば問題とならないものの、自宅でもPCを保有しているようなユーザーだと、Windowsの「共通インターフェース」「共通操作」が通用せず、自宅より勤め先の方が作業効率が落ちるという現象が生じた。

### 豊富な機能キー
Microsoft Wordのようなスタイルシートベースの文書の構造化を志向するワープロに対して、日本のワープロ専用機は場当たり的な操作体系を特徴とするのであるが、それゆえ凝った文書を作ると全体の手間数が増える（たとえば見出しの変わり目で左端設定（インデント）などを設定し直さねばならない）のを見越したように、豊富な機能キーで機能を一発で呼び出せるよう配慮がしてある（ゆえに文書作成中に画面がメニューで埋まってしまうことが無く、文書作成に集中できる効果もある）。あまり頭のよいやり方ではないかもしれないが、OASYSの支持者の多くは、テキストエディタの延長のような愚直な身軽さを好んだのである。

### 0ページ
OASYSでは書式設定をするのに1ページ目で「前頁」キーを押すと現れる「0ページ」と呼ばれる画面を使った。

## 歴史

### ビジネス機シリーズ
OASYSは日本語ワープロとして先発ではなかった。OASYS一号機であるOASYS100は、ワープロ販売初期の日本語ワープロである東芝JW-10(1978年9月)に遅れること2年近く、1980年5月に発表された。当時はすでに東芝とシャープが製品を販売しており、発表だけならば他にも数社がしていた。
後発にもかかわらず堅実な機能と低価格でビジネス市場でシェア第1位を獲得した。初めて100万円を切る価格を打ち出した My OASYS（1982年）はイメージキャラクターに高見山を起用。またキャッチコピーは「ザ・文房具」とし、体の大きな高見山関との対比したコンパクトさや親しみやすさが強調された。また日本語ワードプロセッサの略語として「ワープロ」という言葉を広告の中で用いて、この言葉が一般に定着するきっかけとなった。
OASYS 300A（1988年）は本格的なDTPソフトを内蔵した。

#### OASYS 40 シリーズ
2機種しか発売されなかった OASYS 30 直系機。ハードディスク(IDE)搭載モデル。一部を除き FMRシリーズ と互換性がある。搭載されている CPU は VM technology VM865C110HL-V16 (80286互換) である（そのほか周辺機器制御用に RICOH RU6102MF や AMD N80186 が登載されているロットもある）。液晶パネルに致命的な欠陥を抱えているため（ビネガーシンドロームが発生しやすい）、直射日光を避け、キーボードを開いた状態で暗室かつ風通しの良い低温・低湿環境での保管が推奨される。
OASYS 40AP は OASYS 30AP-101 のビジネスモデルである。ハードディスク容量は 170MB へ増量された。最後のトランスポータブル機（AS はボックス型）であり、最後の TYPE-W 型インクリボン対応機でもある。 MS-DOS は別売り。
OASYS 40AS は 40 シリーズの最終機であり OASYS 40 AP から内蔵プリンターおよび関連ソフトウェア機能（名刺メーカー、文例集の一部、特殊印刷、別売りのPCプリンタサポートなど）を非搭載にして MS-DOS 3.1 と PCサーバ連携をプリインストールした LAN (NetWare) 対応モデル（使用には専用 LAN カード OACFC-601 および MARS_NWE などの NetWare 互換サーバーが必要）。メインボードと外装、システム以外は 40APと共通部品である。キートップに MS-DOS (従来機では用紙送りのキーに対応する位置) の標記がありメニューからワンタッチで MS-DOS が起動できる。SRAM カードに MS-DOS をインストールできるため、復旧用システムデータがあれば OASYS Pocket シリーズの復旧にも使用できる。末期まで販売された 40AP とは対照的に生産期間は1年と短いためか、中古市場ではほとんど流通してない希少機でもある。
説明書がない場合は「拡張機能＋シフト＋文末」を押すことで、使い方ガイド（オンラインヘルプ）を表示でき、40AP ではハードコピー機能を使うことで簡易的な説明書を手に入れることも可能である。

### パーソナル機シリーズ

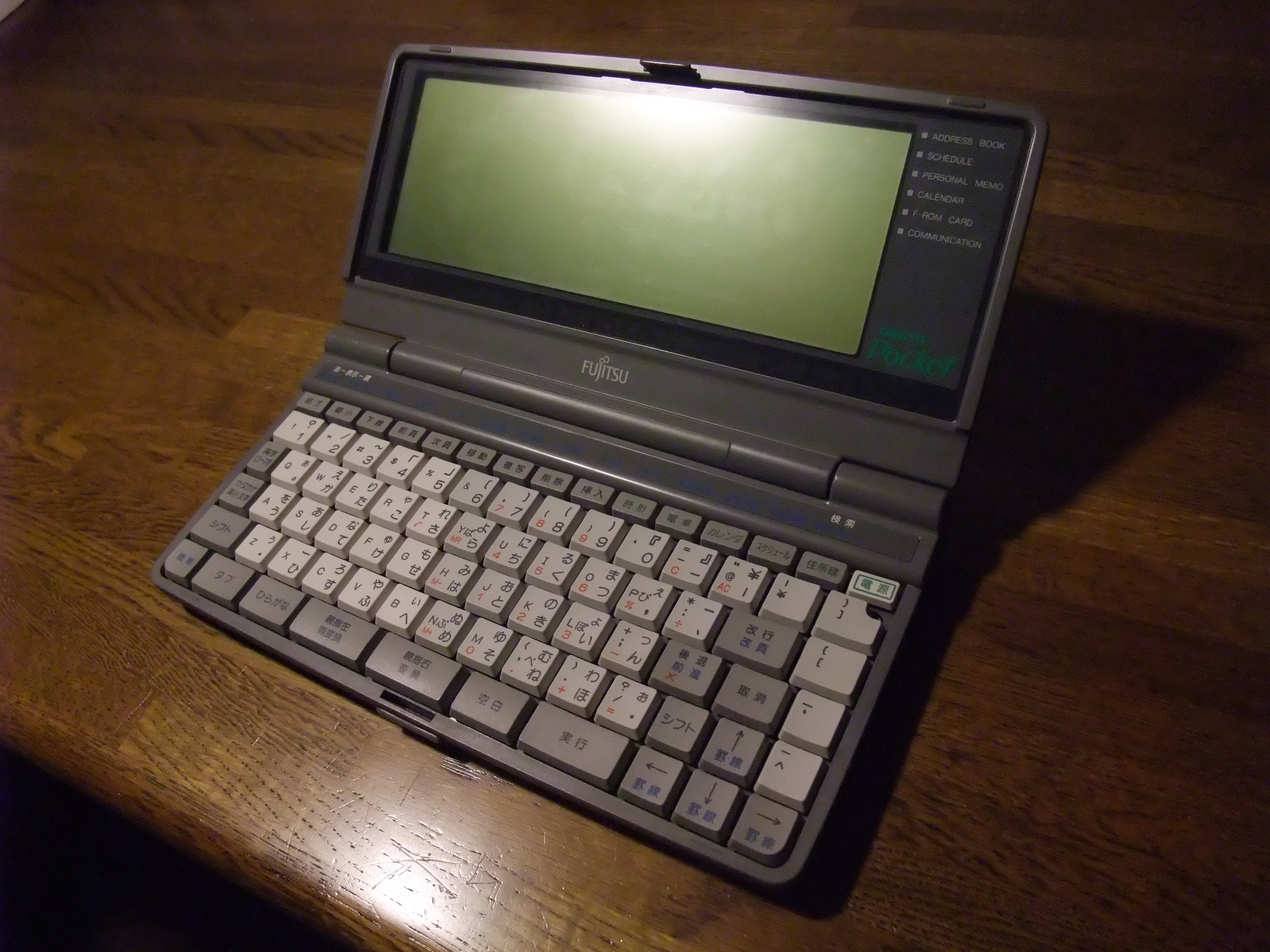
オアシスポケット。

家庭用ワープロの市場にも積極的に進出した。大胆な機能削減で22万円という当時としては画期的な低価格を実現したOASYS Lite（1984年）のような低価格攻勢で、家庭用市場でもシェア第1位を獲得した。

#### OASYS Liteシリーズ
OASYS Liteは液晶8文字という極端に小さなディスプレイで、他社からは「おもちゃ」「ワードプロセッサ（文書処理機）とは言えない」と評されたが、市場には受け入れられた。富士通が当初称していた「日本語電子タイプライタ」としては OASYS Lite の機能で十分であった言える。実際、打った文字をその都度印字していく「逐次印刷」の設定での動作はまさにタイプライタそのものだった。CM展開は、女優の秋吉久美子が同機を持ってアメリカの砂漠を行くというもので、キャッチコピーは「思わず言葉でカメラしました」。可搬性とパーソナル製、リアルタイム入力機械であることを強調し、当時一部に残っていた「ワープロは清書機械」というイメージを払拭しようとした。
OASYS Lite M2 はOASYS Lite M の後継機である。この機種唯一かつ最大の特徴としてTV出力アダプタ F1160EA2 が使用できることである。このオプションを利用することで編集画面をテレビへ表示できるようになる。当時、ワープロ専用機でもテレビ出力へ対応したものはわずかに存在した。
OASYS Lite F・ROM7 / F・ROM9（1986年）で機能拡張用にICメモリカード(「F・ROMカード=フロムカード」)を採用した。このカードはPCMCIAの規格発行以前のもので、現在のPCカードとは形状が異なる（セガマイカード、Huカードと同様の形状）。

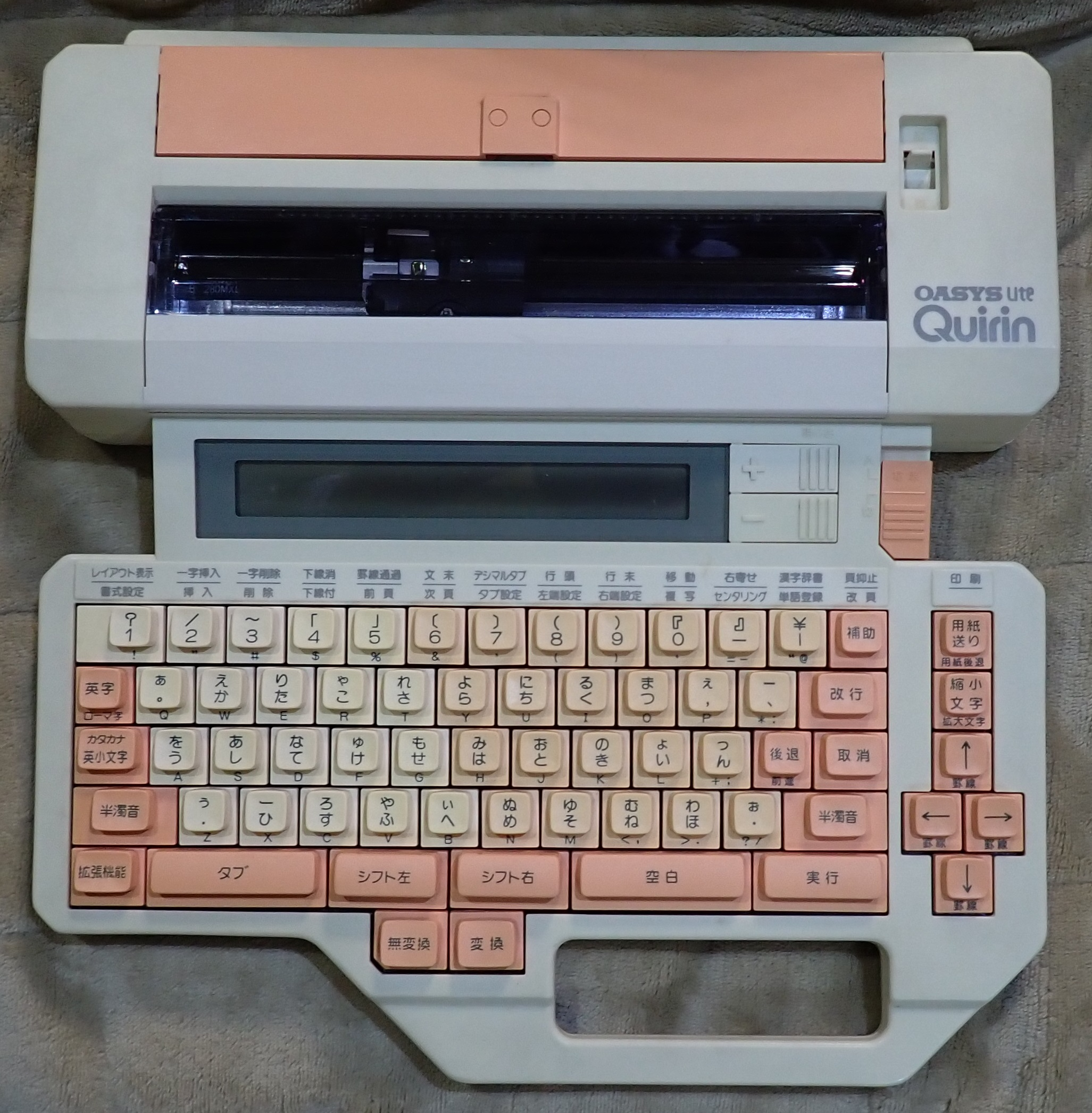
OASYS Lite Quirin

OASYS Lite Quirin (1987年) は女性用ワープロとして開発された限定三百名にのみ懸賞品として提供された非売品モデル。OASYS Lite K と基本仕様に類似点がある。親指シフトキーボード単体として見ると、この機種以降ではピンクとブルーの配色を採用したものは存在しない。本機のデザイナーは François Quirin である。  

#### OASYS 30シリーズ
OASYS 30AF（1986年）は把手が着いて電源コードも掃除機のように本体内に収納できる縦型の「トランスポータブル」デザインで、ニフティサーブへアクセスするパソコン通信機能を装備。「ワープロ通信」と呼んでいた。30AFに始まる30シリーズのワープロ通信機能メニューからは、MS-DOSプロンプトに降りることが出来た（別途、オプションが必要）。機種によりBIOSに細かい差異があるが、おおよそFMR互換であったので、FMR用のソフトがわずかな修正で走った。30シリーズのICカードは Type II のPCカードの初期の規格と互換性があり、市販のSRAMカードがほぼ使えた。フラッシュメモリは使えない。
OASYS 30AFIII (1988年) は OASYS 30AFII の後継機でありAFシリーズの最終機である。後の OASYS のリファレンスモデルの一つともなった。後の機種と比較すると、機能や動作速度は劣る面は多いがキーボードの作りはかなり良いものとなっている (構造は板バネ＋フレキシブル基板)。この機種では OASYS Lite で記録されたカセットテープの文書をフロッピーディスクへメディアコンバートするためのオプションが用意されている。この機種に限らないがシステムに仕様の不具合 (年号の切り替えに非対応、2000年問題非対応) があり皮肉にもシステムの時間は永遠に昭和のままである。この不具合は西暦の下二桁を和暦見なして時刻設定を行い、文書中の年号を手作業で書き換えることである程度は回避可能である。
OASYS 30LG-101 は実験的なモデルであり、操作体系の刷新を図ったが当時は賛否両論であった。この成果は OASYS LX の千番台へ引き継がれる。
OASYS 30AX-CD は 30シリーズ唯一のCD-ROMドライブ標準搭載機（ほかの機種は検索ソフト、接続ケーブル、CD-ROMドライブは別売り品）であり、EPWING 形式 CD-ROM 辞典としてワードハンターが標準添付されている。また、この機種にしか搭載されなかった機能としては、本格的なグラフィックスを使用したビジュアルメニューがある（作業内容を Working Time / Personal Time / Creative Time / Setup Time の四大別したアイコンで表示し、選択後にリストメニューで行いたい作業を選ぶ）。
30AXIIやAX-CDではDTP機能がオプションで用意された (AX-301 / SX-301 は標準搭載)。
後継の30AX301・401(CRTモデルの30SX301・401やラップトップモデルの30LX651を含む)ではDTP機能が標準搭載された。ただし、その後の機種には搭載されなかった。
30AP101（1994年5月発表）では、パーソナル向けモデルとしては記憶媒体としてハードディスクが初搭載された。

#### OASYS Pocketシリーズ
PDAとしての機能を持ったポケットサイズワープロである。
1991年に初代のOASYSポケットが商品化された。印刷機能はオプション(印刷カード別売り)であった。
OASYS Pocket 2で印刷機能が標準内蔵され、OASYS Pocket 3（1994年）でMS-DOSモードが内蔵された。
なお、OASYS Pocket 3 の解像度は公開されていないが、実際のところ HP200LX と同じく 640×200 (モノクロCGA相当) である。

#### DOS/Vパソコンの顔をもつOASYS
OASYS 35DX-101（1993年）はDOS/Vが正式サポートされた。
PC/AT互換機としてハードウェアのコストを削減し、また OASYS 48V の一部機種でWindows 3.1を採用するなど、PCとの融合路線をアピールした。
OASYS Vシリーズ(1994年)では、30AXシリーズのような外観のモデルの他、FMVと共通の筐体を持つモデルも登場し、ハードウェアの差異は、キーボードとハードディスクの領域の一部をOASYS区画としている程度であった。

#### LXシリーズ
1989年3月にOASYS30シリーズのラップトップモデルとして、OASYS 30LXが登場し、その後、LXシリーズは普及機の主力シリーズに成長した。
LX-3000（1994年）は、ワープロで初めてタッチパネルのユーザインタフェースを搭載し、注目を集めた。以後、この「ゆびタッチ」操作を活用した機能が次々と登場し、ワープロ専用機の枠をはみ出して行くことになる。
LX-2100/3100/3100C（1995年）で液晶画面がVGA相当の縦480ドットに拡大。3100CではDSTNカラー液晶も搭載された。
LX-3500T/3500CT（1995年）では、当時としては初めてカラースキャナを搭載し、特に3500CTにおいてはカラー液晶との相性が非常に良く、官製ハガキによる挨拶状(年賀状や暑中見舞いなど)の作成が一気に身近になったため、LXシリーズの中でも屈指の人気商品となった。
LX-4500NT（1996年）で「ゆびタッチ」操作のウェブブラウザを搭載。「タッチインターネット」と称していた。しかし、当時の普及価格帯ワープロ専用機では快適なWebブラウズは難しく、販売も振るわなかった。
その後も、BOXタイプの「Mariott(マリオット・1996年)」、スーパーディスクドライブを搭載した「LX-6500SD(1997年)」「LX-7500SD(1998年)」、Webブラウズ機能とカラー印刷機能を強化した「LX-9500SD(1998年)」など、コンスタントに製品を発売した。
LX-S5000 (1999年) は LX-9500SD の後継機である。ゆびタッチ対応最終機種。スーパーディスクが廃止され、コードレスカラースキャナ搭載、システム全般の動作速度向上などが行われた。なお、システム・版数アップディスクを紛失していても、補助メニューから作成可能となった（2HDフロッピーディスクが一枚必要）。
また、ハイエンド機種と併せて「LX-B110(1997年)」「LX-C300(1998年)」といったスタンダード機種も発売した。OASYSワープロの最終機種は「LX-C700(2000年)」である(2000年11月生産終了)。
基本的に、LX-6500SD以降に搭載されている CPU は AMD Am486 DE2 (DX2からライトバックキャッシュを削除したもの)である。
LXシリーズの末期モデルでは順次入力 (シフトロック) が廃止されているため、怪我などで片手で打たざるを得ない利用者の機種移行には注意が必要である。

### ワープロ専用機の終焉
パーソナルコンピュータが高性能化するに従いワープロソフトという競争相手との戦いで劣勢に立たされ、次第に販売量を落としていき、2001年2月には、ワープロ専用機の生産中止を発表した。
2008年5月には、印刷用リボンカセットの販売も終了している。

### ワープロソフトのOASYS
OASYSシリーズの操作性をできるかぎり忠実に再現したワープロソフトとして販売されている。富士通製パソコンであるFMRシリーズやFM TOWNSシリーズで動作するワープロソフト「FM-OASYS」として商品化され、現在のWindowsをプラットフォームとするワープロソフトOASYSにつながっている。

#### FM-OASYS
PC-9800シリーズの独走を止めるべく投入したFM-16βが商業的に失敗し、再起を図ったFMRシリーズの全機種共通の柱の1つとして、ワープロ専用機市場におけるOASYSの優位が活用された。MS-DOSのFEPにOAK（オアシスかな漢字変換）が標準装備され、キーボード配列もOASYSと親和性を持たせてあり、そしてワープロソフトFM-OASYSが用意された。
多くの機種でフロッピー版とハードディスク版があった。高機能化により、フロッピー版は容量の制限から印刷などの作業のたびにフロッピーを交換せねばならず大変不便であった。FMRノートのようにROMカードで提供される機種もあった。ちなみに、FMRノートは、フロッピーディスク版の利用もできた（ハードディスクにインストールして利用）。FM TOWNS版はTownsOSではなくFMR-50互換の16色モードで動作し、FM TOWNSに内蔵された辞書ROMを活用するが、MS-DOS上のOAKよりユーザー辞書が強化されていた。
ファイル形式もMS-DOSと異なる独自のものであり、半角8文字までというMS-DOSの制限にとらわれず、OASYS専用機と同様、日本語で長い文書名を付けることができた（文書名を付けないと自動的に1行目が文書名になる）。反面、ハードディスク上にMS-DOSからアクセスできない独自の区画を設定する必要があった。

#### OASYS for Windows
Windows版OASYSの歴史はFMVよりも古い。家庭市場を狙ったFMVデスクパワーの登場により、OASYS/Winプレインストールモデルが用意された。
FMVのデスクトップ機は台湾メーカー製のマザーボードを採用した機種が多いが、OASYS専用機のフロッピーを読み書きするために、FDDのコネクタとケーブルを制御線が1本多い独自仕様とし互換性を確保していた。
富士通以外でもOASYS専用機のフロッピーが読める機種が一部確認されている。
また、富士通製（動作保証はFMVのみ）またはロジテック製の一部のUSBフロッピードライブにOASYS付属のドライバを組み込むことによっても、OASYS専用機フロッピーを読み書きすることができる。
また、Vista以降のWindows上では内蔵ドライブを使ったOASYS専用機フロッピーの読み書きをサポートしないため、こちらの方法を使う必要がある。しかし、2社ともUSBフロッピードライブの生産を終了しており、入手は困難である。
OASYS付属ドライバの供給元であるアンテナハウス製「リッチテキスト・コンバータ」を別途購入すれば、2社以外のドライブでの読み込みも可能になる。アンテナハウス社の動作確認FDDの一覧には、オウルテックやアイ・オー・データ、イメーション製のドライブがいくつか掲載されている(但し2016年2月現在、大半は販売終了品である)。
但しWindows 10では、ワープロ専用機のディスクの読み書きについて動作保証外であるとのアナウンスがなされている。
アイコンやパッケージには、万年筆のペン先がデザインされている。
罫線機能の項でも述べたように、OASYS/winでは一般的なWindowsのキー操作である「Shift + 矢印」が「範囲選択」ではなく「罫線作成」になっている。

##### 主なバージョン
Windows 3.0/3.1はMS-DOSと同様にファイル名の長さに制限があるが、OASYS/WinおよびOASYS for Windowsは、DOS上のファイル名は6桁の文字列を生成し、OASYSの文書選択画面で日本語の文書名を見せることで、専用機同様の使い心地を実現していた。
ワープロソフトと同時に「富士通フォントシステム」もインストールされ、WIFEフォント形式のモトヤ製フォントが多種使えた。
OASYS for Windows 95 V4.0以降でWindows 95に、4.1以降でWindows NTに対応した。
Windows 95とWord 95を同日発売したマイクロソフトに対して、ジャストシステム（一太郎7）とロータス（ワードプロ）は32ビット化と同時にソフトを全面的に再設計したため、開発スケジュールに無理がありバグが十分取れずに出荷しシェアを失ったのに対して、OASYS for Windows V4.0は、同V3.0の事実上の32ビット版という手堅いバージョンアップであったのが幸いして、大きな苦情は聞かれなかった。
OASYS V5（1998年）は、FMV-DESKPOWER DCに搭載の「新OASYS」（Windows 95上で動作した）とOASYS for Windows 95を統合したソフトとして発表された。
専用機のカルク（表計算）などの資産が活用できるOASYS Office V5も用意され、非常に大規模なソフトウェアとなった
また、ワープロ専用機の縮小にともない開発部隊を統合し、以後のバージョンアップを行うことになる。
OASYS V6（1999年）では、OASYS Officeに代わり、OASYSとロータス・スーパーオフィス（IBM ロータス）のカスタマイズ版を搭載した（ワードプロを除く）、OASYS SuperOfficeが販売されるようになった。
これにはOASYS 1-2-3、OASYSアプローチ、OASYSオーガナイザーが含まれる。後のバージョンで若干構成が変更され、OASYS プレゼンテーションが追加されたり、ロータスオーガナイザーがそのまま搭載されたりしている。
OASYS 2002 (V9相当、2001年) でWindows XPに対応した。
OASYS V10（2006年）ではWindows Vista(32bit)に対応した。
さらに発売後のアップデートで
- Windows 7(当初は32bitのみ。その後64bitにも対応した)
- Windows 8/8.1
- Windows 10(2015年10月30日のアップデートrel.07F以降の適用で対応)

にも対応する。
ただし、ロータス・スーパーオフィスの開発が打ち切られており、Vista以降のWindowsに対応したバージョンが存在しないため、OASYS SuperOfficeに含まれるソフトウェアのうち、OASYS、Japanist以外はVista以降のWindowsに対応しない。
このためSuperOffice版のユーザーは、Vista以降のWindowsにインストールする際に非対応ソフトウェアを外すため、特殊な手順をふむ必要がある。
また、V10ではOASYSから「英文法チェック機能」および「英文スペルチェック機能」がライセンス期間満了のため削除され、OASYSプレゼンテーションからMicrosoft PowerPointのデータ変換機能が削除されている。
OASYS V10は、個人向けは2020年9月に販売終了、2023年9月にサポート終了。法人向けは2021年5月に販売終了、2024年5月にサポート終了。

##### 携帯OASYS
V8以降のOASYSに付属するCD-ROM。インストールしなくてもOASYSの基本機能を実行することができる。OAKやJapanistは含まれない。ディスクメディアであるため修正パッチの適用が不可能で、後発のOSに対応することができない。
V8の対応OSは、Windows 95、98、Me、NT4.0、2000。2002ではWindows XPが追加される。
V10では対応OSが大幅に変更され、Windows 2000、XP、Server 2003のみとなった。なお、出荷時期によってはレーベル面にVistaの文字が追加されているものがあり、この版であればVista、さらに7でも使用できる。

##### OASYS Viewer
ハードディスク内のOASYS文書を検索、表示、印刷できる無償のソフトウェア。表示に必要なフォントも付属している。編集はできず、サポートもない。
対応ドライブが必要だが、OASYS専用機のフロッピーを読み込み、文書の表示、印刷、変換ができる「OASYSフロッピィビューア」も付属する。
最新版はV8。特にファイルフォーマットに変更がないため、2002やV10のファイルでも読み込める。ただし、無償配布されているものはWindows XPまでのOSにしか対応していない。

### OASYSの主な歴史

#### 通常版
- 1980年5月 - OASYS100を発売。単語変換、最新使用語優先学習方式を採用[10]。FDD2基、親指シフトキーボードを搭載。270万円。
- 1982年11月 - OASYS100Gを発売。画面サイズが拡大。
- 1984年5月 - OASYS100G2を発売。ハードディスク搭載、単語変換に加えて文節変換機能を搭載。
- 1986年11月 - OASYS100GXを発売。
- 1987年6月 - OASYS100GX-CDを発売。CD-ROMが使用可能、複文節変換機能を追加。

#### 廉価版
- 1981年8月 - OASYS100Jを発売。小型軽量化、低価格化（159万円）を実現。
- 1983年11月 - OASYS100Fを発売。単語変換に加えて文節変換機能を搭載。
- 1985年10月 - OASYS100F2を発売。
- 1987年6月 - OASYS100FXを発売。複文節変換機能を追加。

#### ポータブル版
- 1982年5月 - My OASYSを発売。小型軽量化、低価格化（75万円）を実現。
- 1983年4月 - My OASYS 2を発売。低価格化（48万円）を実現。
- 1984年7月 - My OASYS 2sを発売。低価格化を実現。
- 1986年11月 - OASYS30AFを発売。小型軽量化、低価格化（24万8千円）を実現。液晶大画面を搭載。単語変換に加えて文節変換機能を搭載。
- 1987年6月 - OASYS30AF2を発売。複文節変換機能を追加。

#### ラップトップ版
- 1984年5月 - OASYS Liteを発売。小型軽量化、低価格化（22万円）を実現。
- 1985年7月 - OASYS Lite Sを発売。50音入力用キーボードカバー、単語変換に加えて文節変換機能を搭載。低価格化（8万2千円）を実現。
- 1985年9月 - OASYS Lite Fを発売。画面サイズ（40字×5行）。キーボード部とプリンタ部を分離できた。
- 1985年11月 - OASYS Lite Kを発売。画面サイズ（20字×2行）
- 1986年4月 - OASYS Lite F2を発売。
- 1986年11月 - OASYS Lite F-ROM7を発売。FROMカードをサポート。
- 1987年10月 - OASYS Lite F-ROM10を発売。画面サイズ、JISキーボードを追加。

#### OASYSパソコン（OASYS Vシリーズ）
- 1996年8月30日 - OASYS V-5166D6/5133D6を発売[11]。

#### OASYS for Windows
- 1996年1月 - OASYS for Windows V3.0を発売[12]。
- 1996年5月24日 - OASYS for Windows V3.0Aを発売[12]。
- 1996年7月下旬 - OASYS for Windows95 V4.0（OASYS95 V4.0）を発売[12]。
- 1997年2月14日 - OASYS for Windows95 V4.1（OASYS95 V4.1）を発売[13]。
- 1998年1月23日 - OASYS V5、OASYS Office V5を発売[14]。
- 1998年9月18日 - OASYS V6、OASYS SuperOffice V6を発売[15]。
- 1999年11月19日 - OASYS V7、OASYS SuperOffice V7を発売[16]。
- 2000年11月10日 - OASYS V8、OASYS SuperOffice V8を発売[17]。日本語入力ソフトOAKが付属する最後のバージョン。
- 2001年12月7日 - OASYS 2002、OASYS SuperOffice 2002（V9相当）を発売[18]。日本語入力ソフトがOAK由来のJapanistへ変更。
- 2006年12月4日 - OASYS V10を発売。
- 2007年3月16日 - OASYS SuperOffice V10を発売。
- 2007年11月23日 - OASYS V10がアップデートによりWindows Vistaへ対応。
- 2009年12月11日 - OASYS V10がアップデートによりWindows 7（32ビット版）へ対応。
- 2012年3月30日 - OASYS V10がアップデートによりWindows 7（64ビット版）へ対応。
- 2015年10月30日 - OASYS V10がアップデートによりWindows 10に対応。
- 2020年9月30日 - OASYS V10の個人向け販売を終了[8]。
- 2021年5月31日 - OASYS V10の法人向け販売を終了[8]。
- 2023年9月30日 - OASYS V10の個人向けサポートを終了[8]。
- 2024年5月31日 - OASYS V10の法人向けサポートを終了[8][19]。

## その他
- 「々」をMS-IMEなどでは「おなじ」にて変換するがOASYSでは「のま」と入力すると変換できたことは有名である。ちなみにwnnでも「のま」で「々」と変換可能。
- OASYSの命名は公募によるもので、応募者は「OFFICE AUTOMATION SYSTEM」の頭字語であるとしている。ちなみに、砂漠にあるオアシスのつづりはOASIS。他の候補には「キーポン」「JET富士」「Sum」などがあったという。
- 富士通のPCであるFMVは、初期のころにはプリインストールのワープロソフトとしてOASYSを選ぶことも出来た。しかし、1999年頃からOASYSを選ぶことが出来ないモデルが増え始め、現在ではOASYSをプリインストールしたPCはない。

## 新元号への対応策
すでにワープロ専用機のサポートは終了しているため、システムディスクの修正版は存在しておらず、新元号には対応していない。そのため、「にちじ」と入力し「漢字辞書」キーを押しただけでは平成のままとなってしまう。新元号に対応するには「令和」と変換したあとに「単語登録」キーを押して「令和」を登録範囲指定し、読みを「れいわ」、品詞を「名詞」として単語登録することで「令和元年」を正常に変換できるようになる。
ワープロソフトについては、公式サイトによれば2019年5月31日のOASYS V10 のアップデート公開で新元号に対応した。